# Passiflora heterohelix
Passiflora heterohelix är en passionsblomsväxtart som beskrevs av Ellsworth Paine Killip. Passiflora heterohelix ingår i släktet passionsblommor, och familjen passionsblomsväxter. Inga underarter finns listade i Catalogue of Life.